# Filmski festival Slobodna zona
Slobodna zona je filmski festival osnovan 2005. godine sa idejom da se kroz popularizaciju angažovane kinematografije, koja nije deo uobičajenog bioskopskog repertoara, otvori prostor za promociju, promišljanje i razumevanje aktuelnih društvenih pojava i problema u svetu, zemlji i regionu.
Na prvom festivalu 2005. godine – u jednoj bioskopskoj sali, prikazano je 20 dokumentarnih, igranih i kratkometražnih angažovanih filmova iz celog sveta nagrađenih na prestižnim svetskim festivalima. Na programu Slobodne zone prikazuje se u proseku 30 do 40 celovečernjih igranih i dokumentarnih filmova.
Festival se od 2013. godine organizuje istovremeno u tri grada (Beograd, Novi Sad i Niš), a projekcije se prikazuju u 10 bioskopskih sala. Svečano otvaranje festivala održava se u velikoj sali Sava Centra pred više hiljada gledalaca.

## Gosti selektori
U saradnji i uz podršku prve lokalne ženske fondacije u Srbiji - Rekonstrukcije Ženski fond uveden je programski segment Ženska linija, posvećen afirmaciji ženskih prava, a program festivala od 2012. godine selektorski tim dopunjava i Gost selektor, selektor koji svojim delovanjem u javnoj sferi ali i svojim ličnim sistemom vrednosti oslikava vrednosti samog festivala. 
Gosti selekori i selektorke Slobodne zone do sada su bili hrvatska književnica Dubravka Ugrešić, umetnički direktor festivala Dokufest iz Prizrena Veton Nurkollari, pisac i filozof Boris Buden i novinarka i glumica Olja Bećković.

## Međunarodna saradnja
Slobodna zona godinama neguje i saradnju sa evropskim festivalima dokumentarnog i igranog filma, pa su tako sa selekcijom svojih najboljih filmova na festivalu gostovali: FIDD Marsej iz Marseja, Dokufest iz Prizrena, Tempo festival iz Štokholma, This human world iz Beča, festival CPH:DOX iz Kopenhagena sa kojim je organizovana specijalna projekcija posvećena 25-godišnjici pada Belinskog zida.
Projekat Filmski festival Slobodna zona je član Međunarodne Mreže Festivala filmova o ljudskim pravima (Human Rights Film Network) i partner u Balkanskoj dokumentarnoj distributivnoj mreži zajedno sa festivalima i organizacijama iz regiona ReStart iz Zagreba, Dokufest iz Prizrena, Makedox iz Skoplja, Demiurg iz Ljubljane i Underhill iz Podgorice.

## Slobodna Zona Junior
Od samog početka festival je organizovao projekcije za srednjoškolce koje su vremenom postale važan segment programa festivala iz koga se 2015. godine izdvojila posebna programska linija 14+, u kojoj srednjoškolski žiri ocenjuje filmove i dodeljuje Nagradu za najbolji film u ovoj selekciji. Ovim putem mladi dobijaju priliku da pogledaju filmove sa programa Slobodne zone koji se bave problemima njihovih vršnjaka iz celog sveta u savremenom društvu. Iz ove festivalske inicijative u saradnji sa Aktivom profesora građanskog vaspitanja nastao je poseban projekat Slobodna Zona Junior Архивирано на веб-сајту  (19. април 2017) iz koga je nastalo nekoliko kompilacijskih izdanja u vidu Priručnika za nastavnike i učenike srednjih i osnovnih škola o upotrebi filma kao nastavnog sredstva u nastavi građanskog vaspitanja.
Kao i nekoliko radionica dokumentarnog filma u okviru kojih su srednjoškolci iz regiona i ratom sukobljenih bivših jugoslovenskih republika imali priliku da po prvi put saradjuju, upoznaju svoje vršnjake iz drugih republika i snime svoje prve kratkometražne filmove. Neki od ovih radova su bili nagradjeni na više “seniorskih” festivala kao što su Zagreb Dox, Liburnia, Four river.

## Dokumentarni četvrtak
Kontinuiran i interaktivan odnos sa publikom, i to ne samo tokom festivala, već preko cele godine, kroz mesečne projekcije najboljih dokumentarnih filmova u Kulturnom centru REX – Dokumentarni četvrtak, rezultirao je sve većim brojem zainteresovanih iz godine u godinu, pa je tako poslednje jedanaesto izdanje festivala posetilo preko 20.000 gledalaca.

## Noćni razgovori
Program koji je dodatno uticao na vidljivost festivala i ojačao kontakt i interakciju sa publikom je prateći govorni/debatni program Noćni razgovori. Kao festival angažovanog filma kome je cilj konstantno ukazivanje na društvene probleme i fenomene, tokom festivala brojni filozofi, politikolozi, kulturni radnici i društveni teoretičari u zajedno sa publikom preispituju teme koje izabrani filmovi pokreću. 
Osluškujići trendove u savremenoj filmskoj produkciji, od 2014. godine Slobodna zona neguje prateći program pod nazivom Cross Media Zone posvećen angažovanim dokumentarnim i igranim projektima koji kombinuju aktivizam i najsavremenije digitalne tehnologije sa filmskim izrazom.

## Turneja Slobodne Zone
Posle Festivala koji se dešava svake godine u novembru, tokom proleća u periodu april-maj-jun, festival kreće na Turneju Slobodne zone gde publici u manjim gradovima, mestima i selima prikazuje 5 do 7 najboljih filmova sa prethodnog festivalskog izdanja. 2016. godine organizovana je 10. Turneja koja je prikazala filmove u preko 45 gradova vršeći par exelance akciju decentralizacije u kulturi gde se publici van većih gradova u Srbiji pruža prilika da gledaju kvalitetan filmski program.

## Takmičarski program
Od 2016. godine Slobodna zona dodeljuje nagrade stručnog žirija za Najbolji angažovani film u regionalnoj konkurenciji, nagradu za Najbolji film u okviru (omladinske) selekcije 14+ (srednjoškolski žiri) i nagradu Human rights žirija. Tu je i Nagrada publike - na osnovu koje se za najbolja četiri filma na festivalu otkupljuju prava za televizijsko emitovanje u oktobru, mesec dana pred sam festival u novembru. U svim kategorijama podjednako konkurišu dokumentarni i igrani filmovi.

Festival su do sada Svečano otvarali Mirjana Karanović, Miki Manojlović, Biljana Srbljanović, Veran Matić, Boris Buden, Dubravka Ugrešić, Olja Bećković.
- Чланак о Слободној зони - јединственом фестивалу ангажованих филмова у Србији.

## Spoljašnje veze
- Filmski festival Slobodna zona